# Asplundia goebelii
Asplundia goebelii är en enhjärtbladig växtart som först beskrevs av J.Weiss och Rudolf Wagner, och fick sitt nu gällande namn av Gunnar Wilhelm Harling. Asplundia goebelii ingår i släktet Asplundia och familjen Cyclanthaceae. Inga underarter finns listade.